# Lehrius papillicaudus
Lehrius papillicaudus är en insektsart. Lehrius papillicaudus ingår i släktet Lehrius och familjen långrörsbladlöss. Inga underarter finns listade i Catalogue of Life.